# Śradowo
Śradowo – jezioro w woj. wielkopolskim, w powiecie szamotulskim, w gminie Wronki, leżące na terenie Pojezierza Poznańskiego.

## Dane morfometryczne
Powierzchnia zwierciadła wody według różnych źródeł wynosi od 3,8 ha (lustra wody) przez 5,0 ha do 5,02 ha (ogólna).
Zwierciadło wody położone jest na wysokości 55,2 m n.p.m..

## Hydronimia
Według spisu opracowanego przez Komisję Nazw Miejscowości i Obiektów Fizjograficznych (KNMiOF) nazwa tego jeziora to Śradowo. W różnych publikacjach i na mapach topograficznych jezioro to występuje pod nazwą Sradowo. Dane z państwowego rejestru nazw geograficznych podają nazwę Sradowo jako oboczną.